# Got 2 Luv U
Got 2 Luv U ist ein Dancehall-Pop-Song des jamaikanischen Dancehall-Interpreten Sean Paul in Zusammenarbeit mit der US-amerikanischen Sängerin Alexis Jordan. Der Song war die erste Single-Auskopplung von Sean Pauls fünftem Studioalbum Tomahawk Technique und wurde vom Label Atlantic Records am 19. Juli 2011 veröffentlicht.

## Entstehung & Veröffentlichung
Der Refrain und die Hookline von Got 2 Luv U wurde ursprünglich von Ryan Tedder geschrieben. Ein Jahr später bot Atlantic den Song Sean Paul an, der in Zusammenarbeit mit dem norwegischen Musikproduzenten und Songwriter-Team Stargate das Lied fertigstellte. Aufgenommen wurde das Lied in den Roc The Mic Studios in New York City, die Abmischung erfolgte in den Ninja Club Studios in Atlanta.
Got 2 Luv U wurde in den Vereinigten Staaten am 19. Juli 2011 veröffentlicht. In Deutschland erschien die Single-CD am 16. September 2011.

## Inhalt
Got 2 Luv U ist in Strophe-Refrain-Form geschrieben, welche von der Hookline abgegrenzt wird. Der Song ist aus der Perspektive eines Paares geschrieben, die gegenseitig ihre Liebe zueinander beschreiben. Während Alexis Jordan den Refrain vorträgt, rappt Sean Paul die Verse.

## Musikvideo
Das Musikvideo zu Got 2 Luv U wurde am 29. August 2011 im Hard Rock Hotel and Casino in Las Vegas unter der Regie von Ben Mor aufgenommen. Es zeigt Sean Paul und Alexis Jordan an verschiedenen Schauplätzen im Hotel, unter anderem auf einem Zimmer, bei einem Liveauftritt und in einem Parkhaus. Das Musikvideo wurde bei YouTube über 520 Millionen Mal aufgerufen (Stand: August 2024).

## Formate
CD-Single
1. Got 2 Luv U – 3:26
2. Ready Fi Dis – 2:44

Download
1. Got 2 Luv U – 3:26

## Kommerzieller Erfolg

### Chartplatzierungen
Got 2 Luv U war im europäischen Musikmarkt sehr erfolgreich und erreichte mehrere Top-10-Platzierungen. In den deutschen Singlecharts stieg der Song am 16. September 2011 auf Platz 9 ein und erreichte am 14. Oktober mit Platz 3 seine höchste Platzierung in diesen Charts, die eine weitere Woche gehalten werden konnte. Insgesamt verbrachte der Song in Deutschland zehn Wochen in den Top 10 und 36 Wochen in den gesamten Singlecharts. Für Sean Paul war dies der fünfte und für Alexis Jordan der erste Top-10-Erfolg in Deutschland, für über 300.000 verkaufte Exemplare wurde Got 2 Luv U vom Bundesverband Musikindustrie mit einer Platin-Schallplatte ausgezeichnet. In den österreichischen Singlecharts erreichte der Song mit Platz 7 ebenfalls die Top-10 und wurde von der IFPI Austria mit einer goldenen Schallplatte ausgezeichnet. Eine Nummer-eins-Platzierung gelang Sean Paul mit diesem Lied in der Schweizer Hitparade. Hier wurde Got 2 Luv U mit einer doppelten Platin-Schallplatte ausgezeichnet.
In den britischen Singlecharts verpasste Got 2 Luv U mit Platz 11 knapp die Top-10, nachdem der Song am 29. Oktober auf Platz 11 in diese Charts einstieg, sich dann aber nicht weiter verbessern konnte. 2012 erreichte das Lied nochmals für drei Wochen und 2013 nochmals für eine Woche die Charts. In den US-amerikanischen Billboard Hot 100 konnte Sean Paul mit diesem Lied hingegen nicht an seine früheren Erfolge anknüpfen, Platz 84 stellt die Höchstposition in diesen Charts dar. Weitere Top-10-Platzierungen gelangen Got 2 Luv U unter anderem in Belgien (Wallonien Platz 9), Frankreich (Platz 4), den Niederlanden (Platz 9), Norwegen (Platz 8) und Spanien (Platz 8).
| ChartsChartplatzierungen       | Höchstplatzierung | Wochen |
| ------------------------------ | ----------------- | ------ |
| Deutschland (GfK)              | 3 (36 Wo.)        | 36     |
| Österreich (Ö3)                | 7 (28 Wo.)        | 28     |
| Schweiz (IFPI)                 | 1 (33 Wo.)        | 33     |
| Vereinigte Staaten (Billboard) | 84 (6 Wo.)        | 6      |
| Vereinigtes Königreich (OCC)   | 11 (12 Wo.)       | 12     |

| ChartsJahrescharts (2011) | Platzierung |
| ------------------------- | ----------- |
| Deutschland (GfK)         | 30          |
| Österreich (Ö3)           | 53          |
| Schweiz (IFPI)            | 19          |

### Auszeichnungen für Musikverkäufe
Got 2 Luv u wurde weltweit mit 4 × Gold und 4 × Platin ausgezeichnet. Damit wurde die Single laut Auszeichnungen über 900.000 Mal verkauft.
| Land/Region                  | Auszeichnungen für Musikverkäufe (Land/Region, Auszeichnung, Verkäufe) | Verkäufe |
| ---------------------------- | ---------------------------------------------------------------------- | -------- |
| Australien (ARIA)            | Platin                                                                 | 70.000   |
| Deutschland (BVMI)           | Platin                                                                 | 300.000  |
| Frankreich (SNEP)            | —                                                                      | 92.500   |
| Kanada (MC)                  | Gold                                                                   | 40.000   |
| Österreich (IFPI)            | Gold                                                                   | 15.000   |
| Schweiz (IFPI)               | 2× Platin                                                              | 60.000   |
| Spanien (Promusicae)         | Gold                                                                   | 20.000   |
| Vereinigtes Königreich (BPI) | Gold                                                                   | 400.000  |
| Insgesamt                    | 4× Gold · 4× Platin ·                                                  | 997.500  |

Hauptartikel: Sean Paul/Auszeichnungen für Musikverkäufe